# 蒙兀路
蒙兀路，元朝的行政区划——路。在云南少数民族地区设置的军事行政区（土司）。
蒙兀路隶属云南行省，《中国行政区划通史·元代卷》对《元史》的解释认为其属乌撒乌蒙宣慰司，而《中国历史地图集》认为属大理金齿宣慰司。蒙兀路治所在今老挝北部孟乌再。辖境约当今老挝孟乌怒、孟乌再周围地区。后废除，地入彻里路。